# Miliusa wallichiana
Miliusa wallichiana är en kirimojaväxtart som beskrevs av Joseph Dalton Hooker och Thomas Thomson. Miliusa wallichiana ingår i släktet Miliusa och familjen kirimojaväxter. Inga underarter finns listade i Catalogue of Life.